# Ardiosteres tetrazona
Ardiosteres tetrazona är en fjärilsart som beskrevs av Edward Meyrick 1920. Ardiosteres tetrazona ingår i släktet Ardiosteres och familjen säckspinnare. Inga underarter finns listade i Catalogue of Life.